# Luigi Variara
Luigi Variara (Viarigi, 15 gennaio 1875 – Cúcuta, 1º febbraio 1923) è stato un presbitero e missionario italiano, fondatore della congregazione delle Figlie dei Sacri Cuori di Gesù e di Maria.

## Biografia
Nato in provincia di Asti, fu allievo di Giovanni Bosco nell'oratorio di Valdocco: decise di diventare salesiano e nel 1892 emise i voti nelle mani di Michele Rua.
Nel 1894 partì come missionario per la Colombia e svolse il suo apostolato presso il lebbrosario di Agua de Dios. Venne ordinato sacerdote nel 1898.
Poiché le lebbrose guarite e le figlie dei lebbrosi non erano ammesse in altre congregazioni religiose, Variara creò per quelle tra di loro che intendevano abbracciare la vita religiosa l'istituto delle Figlie dei Sacri Cuori di Gesù e di Maria.

## Il culto
Il 2 aprile 1993 è stata decretata l'eroicità delle sue virtù e gli è stato attribuito il titolo di venerabile. È stato proclamato beato da papa Giovanni Paolo II il 14 aprile 2002.
La sua memoria liturgica ricorre il 1º febbraio, mentre il Calendario Proprio della Famiglia Salesiana lo colloca al 15 gennaio.